# Radoszyce
Radoszyceⓘ é um município no sudeste da Polônia. Pertence à voivodia da Santa Cruz, no condado de Końskie. É a sede da comuna urbano-rural de Radoszyce e da paróquia de São Pedro e São Paulo.
Estende-se por uma área de 17,2 km², com 2 792 habitantes, segundo o censo de 31 de dezembro de 2024, com uma densidade populacional de 163 hab./km².
Nos anos de 1975 a 1998, ela estava localizada na voivodia de Kielce. Pertence à Terra de Sandomierz, que faz parte da histórica Pequena Polônia.
O nome do lugar é patronímico e provavelmente deriva do nome Rados ou Radosz, a quem pertenciam as terras vizinhas.

## História
No período anterior à formação do Estado polonês, o assentamento estava localizado na fronteira entre a Pequena Polônia e a Grande Polônia. A data exata da fundação de Radoszyce não é conhecida, mas, conforme S. Orgelbrand na Enciclopédia Universal de 1884, “Radoszyce é um assentamento muito antigo”. Radoszyce é mencionada pela primeira vez em 1364 em um documento do bispo Jarosław Bogoria. Jan Długosz atribuiu a fundação da cidade a Casimiro, o Grande, mas o administrador de Radoszyce é mencionado pela primeira vez em 1400, ou seja, durante o reinado de Ladislau II Jagelão. O registro mais antigo que atesta a longa história do assentamento é a data descritiva da fundação da igreja, originalmente a capela de Santo Humberto, “Ecclesia Haec Fundate Anno Domini Millesimo Quarto.” Radoszyce era uma cidade real da Coroa do Reino da Polônia. Na época de Dlugosz, havia 12 colonos aqui, que davam o dízimo para a prebenda Jaszkowska, junto à catedral de Sandomierz. Os administradores municipais davam o dízimo ao pároco de Opoczno.
Em 1411, o rei Ladislau II Jagelão, em sua expedição contra os Cavaleiros Teutônicos, parou em Radoszyce para celebrar a Epifania do Senhor. Em 1425, ele parou aqui novamente em seu caminho da Grande Polônia para o Principado de Vladimir-Susdália. Em 1428, foi concedido a eles o direito de composição. Em 1428, o rei provavelmente transferiu Radoszyce da lei polonesa para a lei de Magdeburgo e concedeu à cidade o direito a duas feiras: na segunda-feira após a Natividade da Virgem Maria e no Dia de Santa Doroteia. Em 1450, o rei Casimiro IV Jagelão ficou em Radoszyce e, por algum tempo, as filhas reais também ficaram em Radoszyce, provavelmente se protegendo da peste (cólera). Em 1456. Kazimierz Jagiellończyk confirmou os privilégios concedidos por seus antecessores, isentou os habitantes da cidade de todas as taxas alfandegárias do país e lhes deu permissão para comprar sal das salinas reais. No século XV, as sessões do tribunal municipal eram realizadas em Radoszyce.
Segundo uma ilustração de 1564, a cidade pertencia à Chęciny, enquanto os vilarejos adjacentes de Radoska e Grodzisko atuavam como seus subúrbios. Dois moinhos estavam em operação e havia 6 ferrarias (5 ativas) na floresta real.
Durante o Dilúvio sueco, ela foi o teatro de guerra dos exércitos da República das Duas Nações e dos exércitos invasores aliados da Suécia e da Transilvânia. Em 1656, a cidade foi ocupada pelo exército sueco. Durante as guerras, com as tropas que lutavam contra os invasores, o rei João II Casimiro Vasa marchou por Radoszyce, e a infantaria de Sandomierz, ou seja, os habitantes da cidade e os camponeses de Radoszyce, participaram da defesa de Cracóvia. O período do Dilúvio trouxe enormes custos para os habitantes, tanto para os invasores (Carlos X Gustavo, entre outros, permaneceu em Radoszyce e de lá deu a ordem para os suecos controlarem as travessias dos rios Bug e Narew, e o exército transilvano de Jorge II Rakoczy, que veio em seu auxílio, prolongou isso) quanto para os aliados da República das Duas Nações. Os danos mais significativos incluíram colapso econômico, pilhagem, devastação de campos, requisição de propriedades, devastação da cidade e seu incêndio parcial pelos invasores. Por outro lado, a marcha de unidades aliadas da República (por exemplo, tropas tártaras correndo para aliviar a cidade ou o exército do Imperador Leopoldo I) foi associada ao saque total da cidade. A pauperização da população foi acompanhada pela rápida disseminação de doenças, incluindo a chamada “peste”.
Após as guerras suecas, uma população judaica começou a se estabelecer na cidade. Houve conflitos econômicos entre cristãos e judeus, com os judeus assumindo o controle do comércio e do artesanato, bem como do dumping, o que resultou em uma resolução aprovada pelo prefeito e pelo conselho municipal em 1740. Durante a Guerra da Confederação (1768–1774), Radoszyce tornou-se um campo de batalha para os exércitos polonês, russo e prussiano.
Em 1787, o rei Estanislau II Augusto ficou em Radoszyce e, ao voltar de Cracóvia, parou para ver as fábricas locais de fornos de ferro e fritadeiras. Em 1788, o rei confirmou a lei de Magdeburgo para Radoszyce. Na Dieta de 1773–1775, Radoszyce foi entregue à família Małachowski. Em 1784, Radoszyce, administrativamente pertencente ao condado de Chęciny, na voivodia de Sandomierz ainda era propriedade da família Małachowski, o que é confirmado por uma entrada no registro da diocese, na qual Małachowski, o sub-chanceler da Coroa, consta como proprietário.
Em 16 de novembro de 1794, o epílogo da revolta nacional polonesa contra a Rússia e a Prússia, a chamada Revolta de Kościuszko, ocorreu perto do vilarejo de Jakimowice, próximo a Radoszyce. Todos esses eventos fizeram com que o século XVIII fosse considerado o declínio do até então próspero centro metalúrgico e artesanal. Como resultado da Terceira Partição da Polônia, em 1795, a cidade ficou sob o domínio austríaco. Após a dissolução do Ducado de Varsóvia e o Levante de Novembro, a cidade se viu na divisão russa. Durante a Revolta de Janeiro, os habitantes manifestaram ativamente seu patriotismo: os camponeses não pagaram impostos ao Império czarista, boicotaram as ordens do czar, fizeram foices para os insurgentes e apoiaram ativamente a organização civil insurgente. Em 22 de janeiro de 1863, a população participou do levante, pelo qual Radoszyce perdeu seus direitos de cidade por um decreto czarista de 13 de janeiro de 1870. Em 1921, a população judaica em Radoszyce constituía cerca de 38% da população total.
Em 1939, Radoszyce foi bombardeada pela força aérea alemã [16] e a cidade foi ocupada pela unidade especial alemã Einsatzgruppen já em 6 de setembro e, depois de 10 de setembro, foi anexada ao Distrito de Radom do Governo Geral.
Durante a ocupação nazista, em 5 de abril de 1941, os alemães estabeleceram um gueto para os habitantes judeus na área das ruas Kościuszki, Ogrodowa, Karol e Kościelna. Ele abrigava aproximadamente 4 000 judeus. Em novembro de 1942, eles foram levados para o campo de extermínio Treblinka II e assassinados lá.
Em 2 de setembro de 1944, os alemães pacificaram e queimaram a aldeia. Até hoje, os números exatos dos habitantes, partidários e alemães que morreram durante a escaramuça não foram determinados, e os dados apresentados em vários estudos variam consideravelmente.
Em 1 de janeiro de 2018, Radoszyce foi restituída como uma cidade.

## Monumentos históricos
- Igreja dos Santos Apóstolos Pedro e Paulo, da primeira metade do século XVII, ampliada em 1846.[20]
- Coluna à beira da estrada datada de 1610, agora transferida para o cemitério paroquial.
- Ruínas do castelo em Radoszyce construído por Ladislau II Jagelão, que se hospedou lá 14 vezes (o fragmento sobrevivente é chamado de “Adega”).[21] Atualmente, mede 6,5x10,75 metros e é apenas a parte oeste da antiga Casa do Castelo, que costumava ter 32,5 metros de comprimento. A face da parede é decorada com tijolo cerâmico.[21]
- Casa senhorial da virada do século XX.
- Cemitério paroquial
- Cemitério judaico
- Capela de Santa Bárbara de 1929, rua Piotrkowska, 23.

## Demografia
Conforme os dados do Escritório Central de Estatística da Polônia (GUS) de 31 de dezembro de 2024, Radoszyce é uma cidade muito pequena com uma população de 2 792 habitantes (23.º lugar na voivodia de Santa Cruz e 750.º lugar na Polônia), tem uma área de 17,2 km² (14.º lugar na voivodia de Santa Cruz e 367.º lugar na Polônia) e uma densidade populacional de 163 hab./km² (37.º lugar na voivodia de Santa Cruz e 897.º lugar na Polônia). Entre 2018–2024, o número de habitantes diminuiu 11,8%.
Os habitantes de Radoszyce constituem cerca de 3,81% da população do condado de Końskie, constituindo 0,24% da população da voivodia de Santa Cruz.
| Descrição                         | Total      | Total    | Mulheres   | Mulheres | Homens     | Homens   |
| --------------------------------- | ---------- | -------- | ---------- | -------- | ---------- | -------- |
| unidade                           | habitantes | %        | habitantes | %        | habitantes | %        |
| população                         | 2 792      | 100      | 1 416      | 50,7     | 1 376      | 49,3     |
| área                              | 17,2 km²   | 17,2 km² | 17,2 km²   | 17,2 km² | 17,2 km²   | 17,2 km² |
| densidade populacional (hab./km²) | 163        | 163      | 82,6       | 82,6     | 80,4       | 80,4     |

## Esportes
O clube de futebol GKS Partyzant Radoszyce, fundado em 1947, opera em Radoszyce. Em 2008, a equipe preparada pelo técnico Jarosław Komisarski venceu o campeonato da 4.ª liga pela primeira vez. O maior sucesso do clube foi a promoção para a 3.ª liga na temporada 2013/2014. Na temporada 2024/2025 participa da Turma distrital, grupo: Santa Cruz.

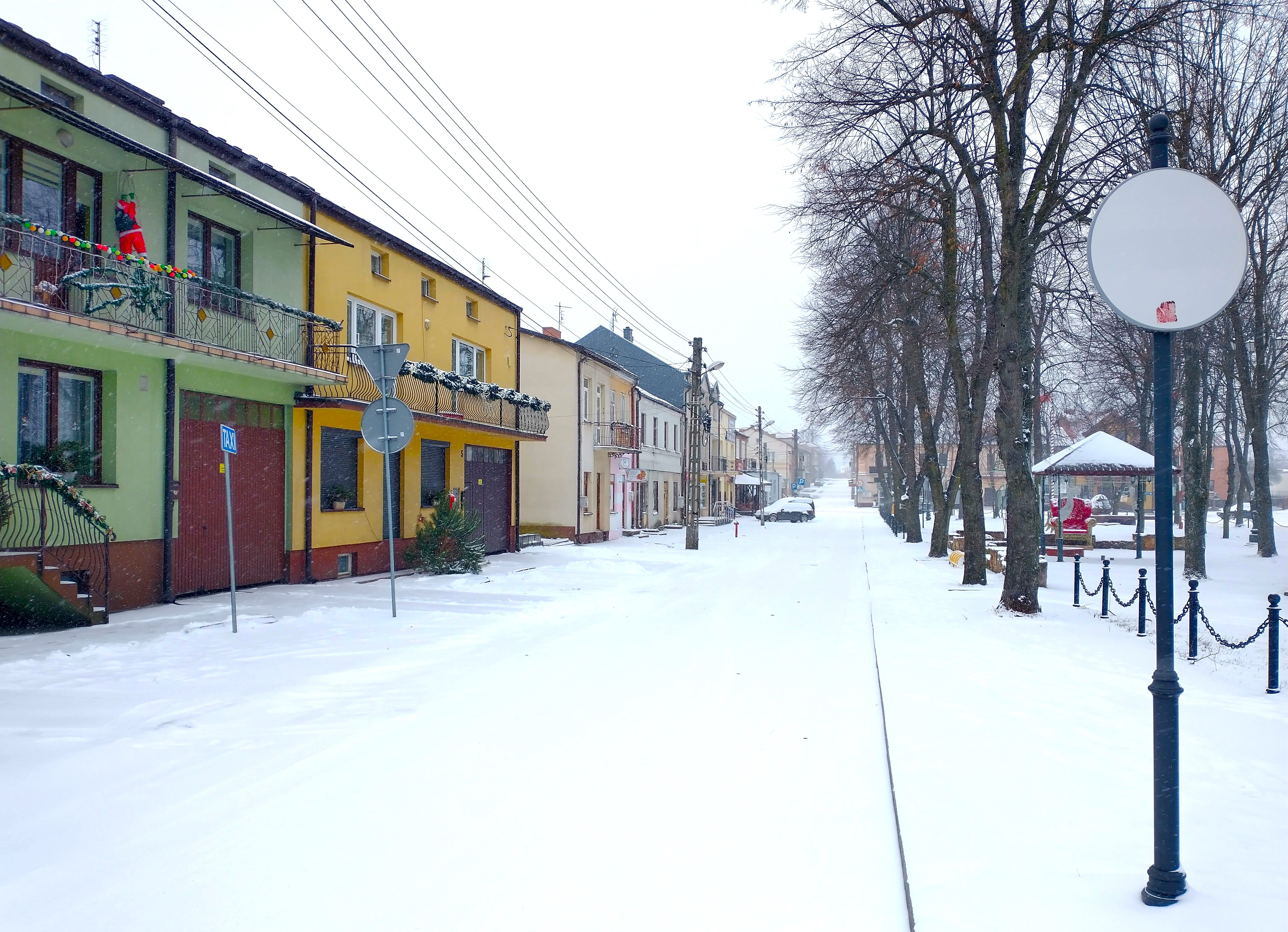
Parte da praça principal
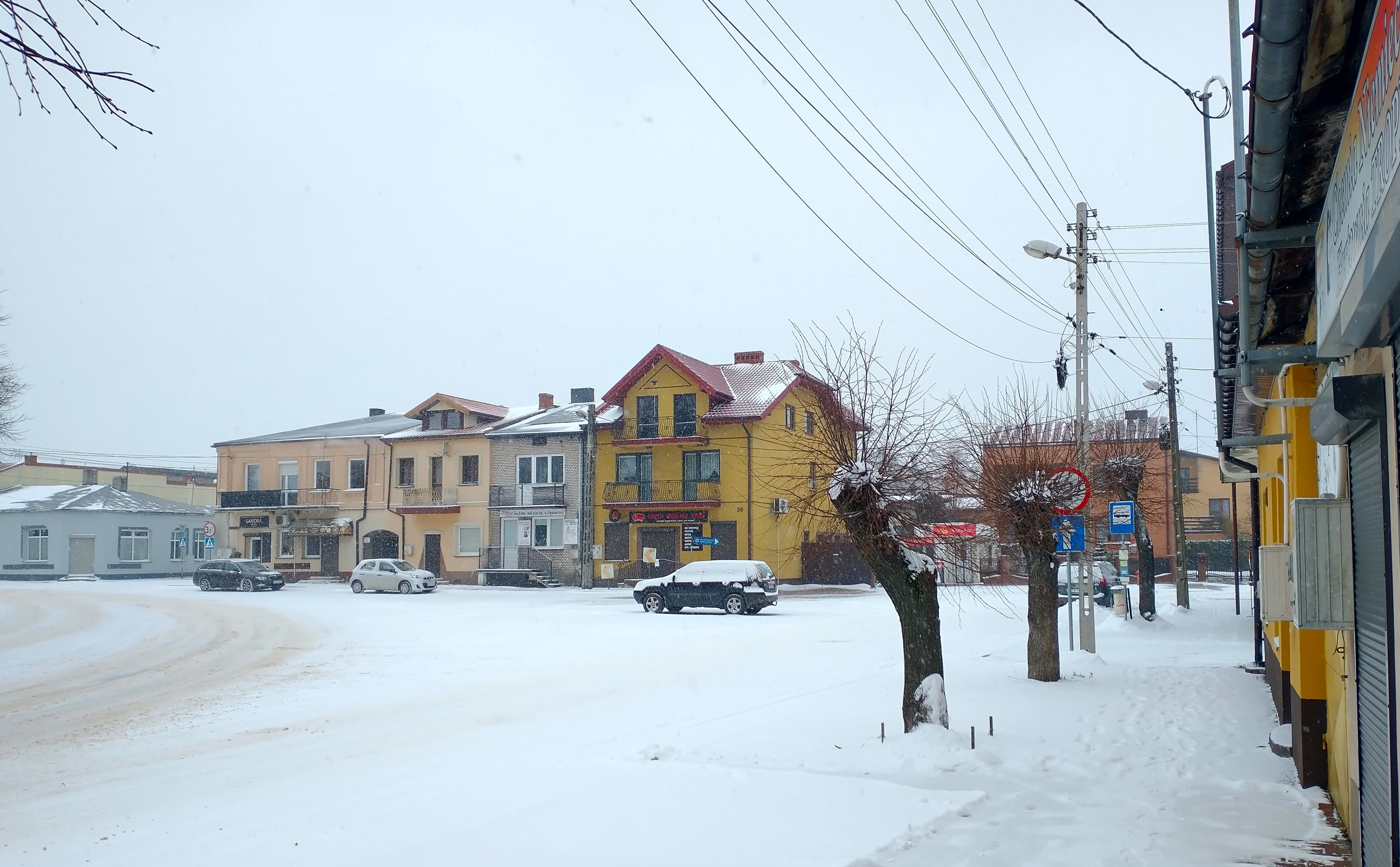
Parte da praça principal
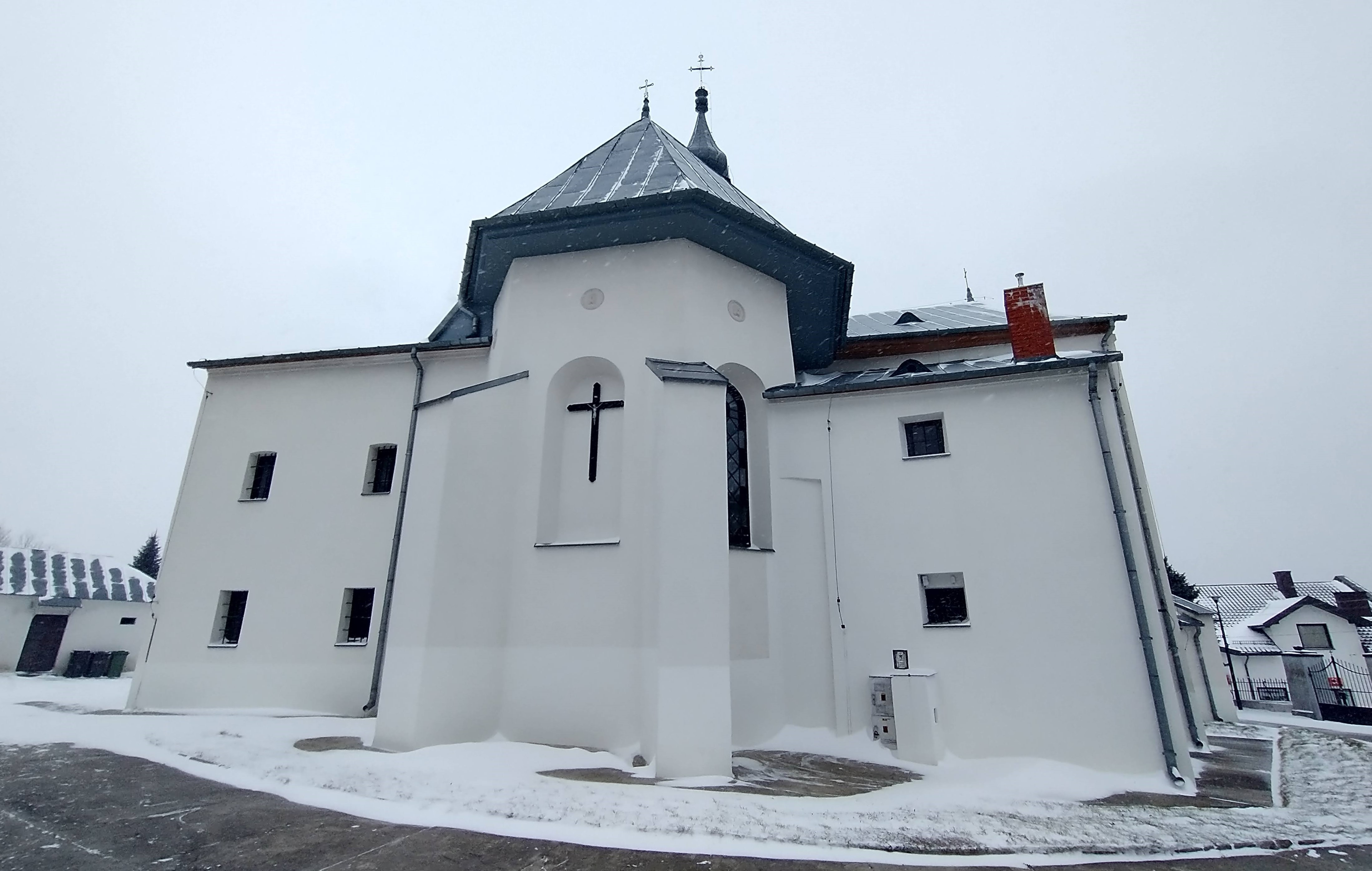
Presbitério da igreja